# Pscipolnitsa
Pscipolnitsa er en vendisk gudinde, der også er kendt som Middagsfruen. På de varmeste sommerdage giver hun markarbejderne hedeslag. Hun er afbildet som en gammel kælling med sakse i hænderne. Når hun ikke er på marken, flyder hun med vinden.
| Religion | Spire Denne religionsartikel er en spire som bør udbygges. Du er velkommen til at hjælpe Wikipedia ved at udvide den. |